# Раду Црни
Раду Црни је легендарни оснивач Кнежевина Влашка и Куртеа де Арђеш према кантакузинској хроники. То је вероватно скупна слика првих владара Влашке.